# Eve Frank
Eve Frank (vers 1754 – après 1816) est la fille de Jacob Frank, chef du mouvement religieux hétérodoxe connu sous le nom de frankisme, apparu au XVIIIe siècle en Europe de l'Est. Certains membres du mouvement l'ont vénérée comme la réincarnation féminine du Machiah, ce qui fait d’elle, selon ces croyances, la seule femme à avoir été proclamée Machiaḥ (en italique, Messie) dans une tradition se réclamant du judaïsme,.

## Biographie
Eve Frank naît probablement vers 1754 à Nikopol (Empire ottoman, aujourd’hui en Bulgarie), au sein d’une famille d'origine juive convertie au catholicisme. Son père, Jacob Frank, successeur autoproclamé du faux messie SabbataÏ Tsvi, se proclame à son tour Messie et fonde un courant mystique mêlant judaïsme, sabbatéisme, christianisme et éléments gnostiques.
Jacob Frank obtient un certain soutien de la noblesse polonaise et du clergé catholique, avec l’espoir qu’il convertirait ses partisans au christianisme. Il s’installe à Brunn (Brno) en Moravie, puis en Autriche, bénéficiant de la protection de l’impératrice Marie-Thérèse, puis de Joseph II.
À la mort de son père en 1791, Eve Frank prend symboliquement sa succession. Elle est alors proclamée par une partie de la communauté frankiste comme « la sainte maitresse » , « l’Épouse céleste », voire « la Fille de Dieu ». Elle est présentée comme une figure messianique féminine accomplissant la promesse finale de la rédemption, dans une théologie fortement marquée par l’antinomisme (transgression volontaire de la Loi religieuse dans un but mystique).
Certaines sources évoquent que Jacob Frank lui-même aurait anticipé ce rôle, l’ayant désignée comme le « Messie incarné » dès son vivant, dans une interprétation cabalistique du rôle des Sefirot féminines (notamment la Shekhinah ou « la Malkhout »).
Après la mort de Jacob Frank, Eve et les disciples survivants s'installent à Offenbach, près de Francfort, dans un palais acquis grâce aux dons de leurs partisans. Le mouvement décline rapidement, bien que certains fidèles continuent à vénérer Ève jusqu’à sa mort.
On ignore la date exacte de sa mort, mais elle est généralement située après 1816.

## Héritage
L’histoire d'Eve Frank reste marginale dans l’historiographie juive traditionnelle, le frankisme étant considéré comme un mouvement hérétique. Toutefois, les chercheurs modernes s’intéressent à son cas comme exemple unique de féminisation du messianisme dans l'histoire des religions abrahamiques.
Son rôle symbolique de Messie féminine a également inspiré des débats contemporains sur le genre, la mystique juive et les figures marginales du judaïsme.